# Švédský pravopis
Švédský pravopis je soustava pravidel a doporučení pro správné psaní v švédštině. Švédský pravopis je v principu fonologický, zachovává však mnoho historických prvků (např. psaní skupin dj, hj, lj [j], různý způsob psaní téže hlásky jako v případě sj, sch, sk, stj [ɧ], relativně velké množství výjimek apod.). Používá mnohé spřežky. K zápisu švédštiny se používá latinka, doplněná o 3 dodatečná písmena (Å, Ä, Ö), která se řadí na konec abecedy.

## Abeceda
Švédština používá latinku, rozšířenou o některé další znaky. Písmena Q a W používá jen pro některá cizí slova (například bowling). Å, Ä a Ö se považují za samostatná písmena, nikoli jen za znaky s diakritikou. V abecedě se řadí v tomto pořadí za písmeno Z. Písmeno W bylo do švédské abecedy oficiálně přijato v roce 2006. Do té doby se považovalo za variantu V. Ve slovnících a abecedních seznamech se oba znaky řadily společně, nyní již každý zvlášť. Švédská abeceda má tedy celkem 29 písmen (do roku 2006 28 písmen).
| Písmeno     | A, a | B, b | C, c | D, d | E, e | F, f | G, g | H, h | I, i | J, j | K, k | L, l | M, m | N, n | O, o | P, p | Q, q | R, r | S, s | T, t | U, u | V, v | W, w       | X, x | Y, y | Z, z  | Å, å | Ä, ä | Ö, ö |
| Název (IPA) | ɑː   | beː  | seː  | deː  | eː   | efː  | geː  | hoː  | iː   | jiː  | koː  | elː  | emː  | enː  | uː   | peː  | kʉː  | ɛrː  | esː  | teː  | ʉː   | veː  | dɵbːɘl veː | ekːs | yː   | seːta | oː   | ɛː   | øː   |

## Pravidla čtení

### Samohlásky
Švédské samohlásky se podobně jako v češtině liší svojí délkou. Dlouhé samohlásky se vyskytují pouze v přízvučných slabikách (viz Délka hlásek). Na rozdíl od češtiny se u předních samohlásek vyskytují páry se zaokrouhlenou a nezaokrouhlenou výslovností. Švédština má celkem 17 samohláskových fonémů – 9 dlouhých a 8 krátkých, výslovnost krátkého /e/ a /ä/ splývá. Redukovaná výslovnost nepřízvučného /e/ jako [ə] je běžná v hovorovém stylu. Ve standardní švédštině se nevyskytují dvojhlásky, výjimečně pouze v přejatých slovech (Europa, paus).
| Písmeno | Výslovnost          | Výslovnost        | Výslovnost        | Poznámka |
| Písmeno | Přízvučná dlouhá    | Přízvučná krátká  | Nepřízvučná       | Poznámka |
| ------- | ------------------- | ----------------- | ----------------- | --- |
| a       | ɑː                  | a                 | a                 | krátké jako české /a/, dlouhé se blíží českému /ó/ |
| e       | eː                  | ɛ                 | ɛ, ə              | jako zavřené „brněnské“ /é/ (dlouhé) výslovnost krátkého /e/ splývá s výslovností krátkého /ä/, v přízvučných slabikách před /r/ je otevřenější [æ], v nepřízvučných slabikách se často redukuje [ə] |
| i       | iː                  | ɪ                 | ɪ                 | |
| o       | obvykle uː někdy o: | obvykle ɔ někdy ʊ | obvykle ɔ někdy ʊ | pravidla výslovnosti psaného /o/ nelze přesně popsat, např. stor [stuːr], ale sova [soːva] |
| u       | ʉ̟ː                  | ɵ                 | ɵ                 | zvuk mezi /u/ a /y/ (dlouhé), resp. mezi /o/ a /ö/ (krátké) |
| y       | yː                  | ʏ                 | ʏ                 | jako německé /ü/ |
| å       | oː                  | ɔ                 | ɔ                 | |
| ä       | ɛː                  | ɛ                 | ɛ                 | jako otevřené „pražské“ /e, é/ před /r/ otevřenější [æ:, æ] |
| ö       | øː                  | ø                 | ø                 | jako německé /ö/ před /r/ otevřenější [œ] |

### Souhlásky
| Písmeno nebo skupina písmen | Výslovnost | Poznámka                                   |
| --------------------------- | ---------- | ------------------------------------------ |
| c                           | s          | před e, i, y, ä, ö                         |
| c                           | k          | v ostatních případech                      |
| ch                          | ɧ          | v cizích slovech; och [ok:]                |
| ck                          | k:         | píše se místo kk                           |
| dj                          | j          | na začátku slov                            |
| g                           | j          | před e, i, y, ä, ö v přízvučných slabikách |
| g                           | g          | v ostatních případech                      |
| gj                          | j          | na začátku slov                            |
| gn                          | ŋ:n        | na konci slabik                            |
| h                           | h          | neznělé                                    |
| hj                          | j          | na začátku slov                            |
| k                           | ɕ, tɕ      | před e, i, y, ä, ö v přízvučných slabikách |
| k                           | k          | v ostatních případech                      |
| kj                          | ɕ, tɕ      |                                            |
| lj                          | j          | na začátku slov                            |
| lg                          | l:j        | na konci slov                              |
| ng                          | ŋ          |                                            |
| rd                          | ɖ          |                                            |
| rg                          | r:j        | na konci slov                              |
| rl                          | ɭ          |                                            |
| rn                          | ɳ          |                                            |
| rs                          | ʂ          |                                            |
| rt                          | ʈ          |                                            |
| sch                         | ɧ          |                                            |
| sj                          | ɧ          |                                            |
| sk                          | ɧ          | před e, i, y, ä, ö v přízvučných slabikách |
| sk                          | sk, s:k    | v ostatních případech                      |
| -tion -ssion                | ɧu:n       |                                            |
| tj                          | ɕ, tɕ      |                                            |
| xj                          | k:ɧ        |                                            |
| z                           | s          |                                            |

J se nikdy nezdvojuje, a čte se dlouze (böja [bøj:a]). M a n na konci slabiky se též nezdvojují, ačkoliv se vysloví dlouze (glöm [gløm:], ale glömma [gløm:a]).
Specificky švédský je foném /ɧ/, označovaný jako sje. Ve slovnících je často pro zjednodušení přepisován jako ([š/ʃ], od českého /š/ se však jeho výslovnost místně značně liší (výslovnost jako české /š/ však není chybou). V různých nářečích se vyslovuje různě a jeho výslovnost kolísá mezi [š] a [ch]. Často za ním můžeme slyšet ještě slabé [w]. Obecně lze říci, že „temná“ výslovnost blížící se [ch] je typická hlavně pro nářečí na jihu Švédska. Směrem na sever spíše slyšíme [š]. „Temné“ [ch] se spíše vyslovuje hlavně na začátku slov před přízvučnou samohláskou (např. själv). Před nepřízvučnou samohláskou nebo na konci slova je to spíše [š] (např. dusch, kanske).
Tzv. tje (do češtiny obvykle přepisované jako [č/tʃ] je blízké měkkému polskému /ś/ ([ɕ]) nebo /ć/ ([tɕ]).
R se obvykle vyslovuje jako v češtině, v některých nářečích na jihu Švédska se vyslovuje hrdelní. Ve slabikách rd [ɖ], rl [ɭ], rn [ɳ], rs [ʂ] a rt [ʈ] se r nevyslovuje, ale ovlivní výslovnost následující souhlásky, která se vysloví se špičkou jazyka obrácenou dozadu a vzhůru (tzv. retroflexní hlásky). Skupina rs [ʂ] zní asi jako české /š/, přesněji tuto hlásku vystihuje polské /sz/. V některých oblastech však k této asimilaci nedochází, obě hlásky se vyslovují zvlášť. Tato výslovnost je též charakteristická pro vysoký styl.
Neznělé explozivy /p, t, k/ se ve většině pozic vyslovují s aspirací (přídechem), tedy [pʰ, tʰ, kʰ].
Ve švédštině neexistují hlásky odpovídající českému /č, ď, dž, ch, ň, ř, ť, z, ž/.

### Délka hlásek
Ve švédštině se na rozdíl od češtiny rozlišují i souhlásky na dlouhé a krátké. Dlouhé souhlásky se vyskytují v přízvučných slabikách po samohlásce. Dlouze se vyslovuje souhláska, která je v písmu zdvojená, nebo první ze skupiny souhlásek na konci přízvučné slabiky. Přízvučné slabiky jsou vždy dlouhé. Buď je dlouhá samohláska následována krátkou nebo žádnou souhláskou, nebo po krátké samohlásce následuje dlouhá souhláska. Jiné kombinace nejsou možné. Příklady:
- illa [ˈɪl:a] – špatný (zdvojená souhláska je dlouhá, předcházející samohláska je krátká)
- önska [ˈøn:ska] – přát si (první ve skupině souhlásek je dlouhá, předcházející samohláska je krátká)
- god [ˈgu:d] – dobrý (dlouhá samohláska následovaná jednou souhláskou)
- tala [ˈtɑ:la] – mluvit (totéž, v otevřené slabice je dlouhá samohláska)
- ö [ˈø:] – ostrov (v otevřené slabice je dlouhá samohláska)

Nepřízvučné slabiky jsou vždy krátké, tj. obsahují pouze krátké samohlásky i souhlásky.